# Tunnel Vision
"Tunnel Vision" – singel amerykańskiego artysty Kodaka Blacka. Jest to drugi singel z jego debiutanckiego albumu studyjnego Painting Pictures (2017). Piosenka została wydana 17 lutego 2017 roku przez Dollaz N Dealz Entertainment, Sniper Gang i Atlantic Records. Utwór został wyprodukowany przez Metro Boomin, Southside i Cubeatz. Osiągnął  szóste miejsce na liście Billboard Hot 100. Utwór sampluje piosenkę „El Aparecido” autorstwa Inti-Illimani, chilijskiego zespołu folkowego, robiącego muzykę Nueva canción.

## Tło
Kodak Black został zwolniony z więzienia w Karolinie Południowej za kaucją po sprawie o gwałt, o którą został oskarżony, kilka tygodni przed nagraniem piosenki. Kodak opublikował zwiastun utworu na swoim koncie na Instagramie, podczas sesji w studiu z Metro Boomin w Miami na Florydzie. Zwiastun zyskał miliony odtworzeń przed oficjalnym wydaniem piosenki dwa miesiące później.

## Teledysk
Towarzyszący piosence teledysk miał swoją premierę dzień przed ukazaniem się utworu jako singla 16 lutego 2017 roku na koncie YouTube Blacka. Na filmie biały mężczyzna przybywa na „teren łowiecki”, gdzie czarny mężczyzna pracuje na farmie. Biały mężczyzna próbuje strzelić z pistoletu do czarnego, ale pistolet psuje się. Wtedy czarny mężczyzna próbuje zaatakować i udusić białego mężczyznę, aż młoda dziewczyna każe im przestać. W tle na krzyżu wisi członek Ku Klux Klanu.

## Sprzedaż
"Tunnel Vision" zadebiutowało pod numerem 27 na Billboard Hot 100 w dniu 12 marca 2017 r. W następnym tygodniu wszedł do pierwszej dziesiątki, przesuwając się na numer osiem; później osiągnął szczyt na miejscu szóstym. Jest to pierwszy singel Kodaka z listy 10 najlepszych singli. W marcu 2017 roku piosenka została certyfikowana złotem przez Recording Industry Association of America (RIAA) za 500 000 sprzedanych egzemplarzy w Stanach Zjednoczonych. W dniu 30 czerwca 2017 r. „Tunnel Vision” otrzymało od RIAA certyfikat podwójnej platyny.

## Pozycje na listach
| \| Lista (2017) \| Pozycja \| \| ----------------------------------------- \| ------- \| \| Kanada (Canadian Hot 100)[11] \| 17 \| \| Wielka Brytania R&B (OCC)[12] \| 31 \| \| USA Billboard Hot 100[13] \| 6 \| \| USA Hot R&B/Hip-Hop Songs (Billboard)[14] \| 4 \| \| USA Rhythmic (Billboard)[15] \| 24 \| |         |
| Lista (2017) | Pozycja |
| Kanada (Canadian Hot 100) | 17      |
| Wielka Brytania R&B (OCC) | 31      |
| USA Billboard Hot 100 | 6       |
| USA Hot R&B/Hip-Hop Songs (Billboard) | 4       |
| USA Rhythmic (Billboard) | 24      |

### Pozycje pod koniec roku
| Lista (2017)                         | Pozycja |
| ------------------------------------ | ------- |
| Kanada (Canadian Hot 100)            | 81      |
| US Billboard Hot 100                 | 55      |
| US Hot R&B/Hip-Hop Songs (Billboard) | 26      |

## Certyfikaty
| Kraj       | Certyfikat | Ilość sprzedanych egzemplarzy |
| ---------- | ---------- | ----------------------------- |
| USA (RIAA) | 4× Platyna | 4,000,000                     |